# 8108 Wieland
8108 Wieland este un asteroid din centura principală de asteroizi.

## Descriere
8108 Wieland este un asteroid din centura principală de asteroizi. A fost descoperit pe 30 ianuarie 1995 la Tautenburg de Freimut Börngen. El prezintă o orbită caracterizată de o semiaxă mare de 2,37 ua, o excentricitate de 0,12 și o înclinație de 6,7° în raport cu ecliptica.